# Подуене блус бенд
„Подуене блус бенд“ е блус рок група от София, базирана върху ритъм енд блус музиката, създадена от Васил Георгиев – Кръпката през есента на 1989 г. Името им често се изписва с акронима ПББ.

## История
Името ѝ идва от родния на Васко софийски квартал – Подуене. Групата постига изключителна популярност благодарение на зараждащия се в началото на 1990-те години клубен музикален живот в България и концертите–митинги, съпътващи промените в страната. Песните „Комунизмът си отива“, „Кучето на крайния квартал“ и „Нека бъде светлина“ са сред химните на онова време.
Първи самостоятелен концерт „Подуене блус бенд“ осъществява през януари 1991 година в зала „Христо Ботев“ в София. Сред най-престижните участия на групата са тези в концерта на Алвин Лий в Летния театър в София през 1993 година и в „Букурещ блус фест“ през 1995 година, заедно с Джон Мейъл. ПББ редовно участва в джаз и блус фестивалите на „София мюзик ентърпрайсиз“. С групата дебютира самобитният блус певец Камен Кацата, който остава като редовен гост при всички нейни изяви.
Групата прекратява съществуването си през 2000 г. През 2012 г. Васко Кръпката отново събира „Подуене блус бенд“.

## Стил и влияние
Изявите на „ПББ“ са наситени с много хумор, жизненост и настроение благодарение на Васко Кръпката, който освен композитор, е и автор на текстовете.

## Състав
В „Подуене блус бенд“ традиционно свирят някои от най-добрите блус, джаз и рок музиканти – пианистът Васил Пармаков, басистът Веселин Веселинов – Еко, китаристите Никола Драгнев и Светослав Колев – Цвъри, барабанистите Кирил Георгиев и Божидар Тренков. Настоящ състав:
- Васил Георгиев – Кръпката – вокал, хармоника, китара, барабани
- Красимир Табаков – китари
- Смилен Славщенски (Мистър Сми) – бас
- Николай Бакалов – барабани

## Дискография
- 1. Комунизмът си отива (1990)
- 2. Кучето на крайния квартал (1992)
- 3. ПББ и приятели (1992)
- 4. Страхът на гаргите (с Камен Кацата) (1993)
- 5. Нека бъде светлина (1994)
- 6. От Мисисипи до Перловец (1995)
- 7. Има бира live (1996)
- 8. Ден след ден (1997)
- 9. Live in La Strada (1999)
- 10. Десет години купонът продължава (2000)
- 11. Песните на Васко Кръпката (2002)
- 12. Нощни пеперуди (2003)
- 13. Лулата на мира (2006)
- 14. Vasko The Best Patch (2006)
- 15. Васко Кръпката Acoustic, dobule CD & DVD (2007)
- 16. Емигранти (2010)
- 17. Кръпкопойка (2010)
- 18. Пътят (2015)

## Филмография
- Записки по българските мафии  (1994)